# 不思議の国のアリス (アトラクション)
不思議の国のアリス (Alice in Wonderland) は世界のディズニーパークにあるアトラクション。

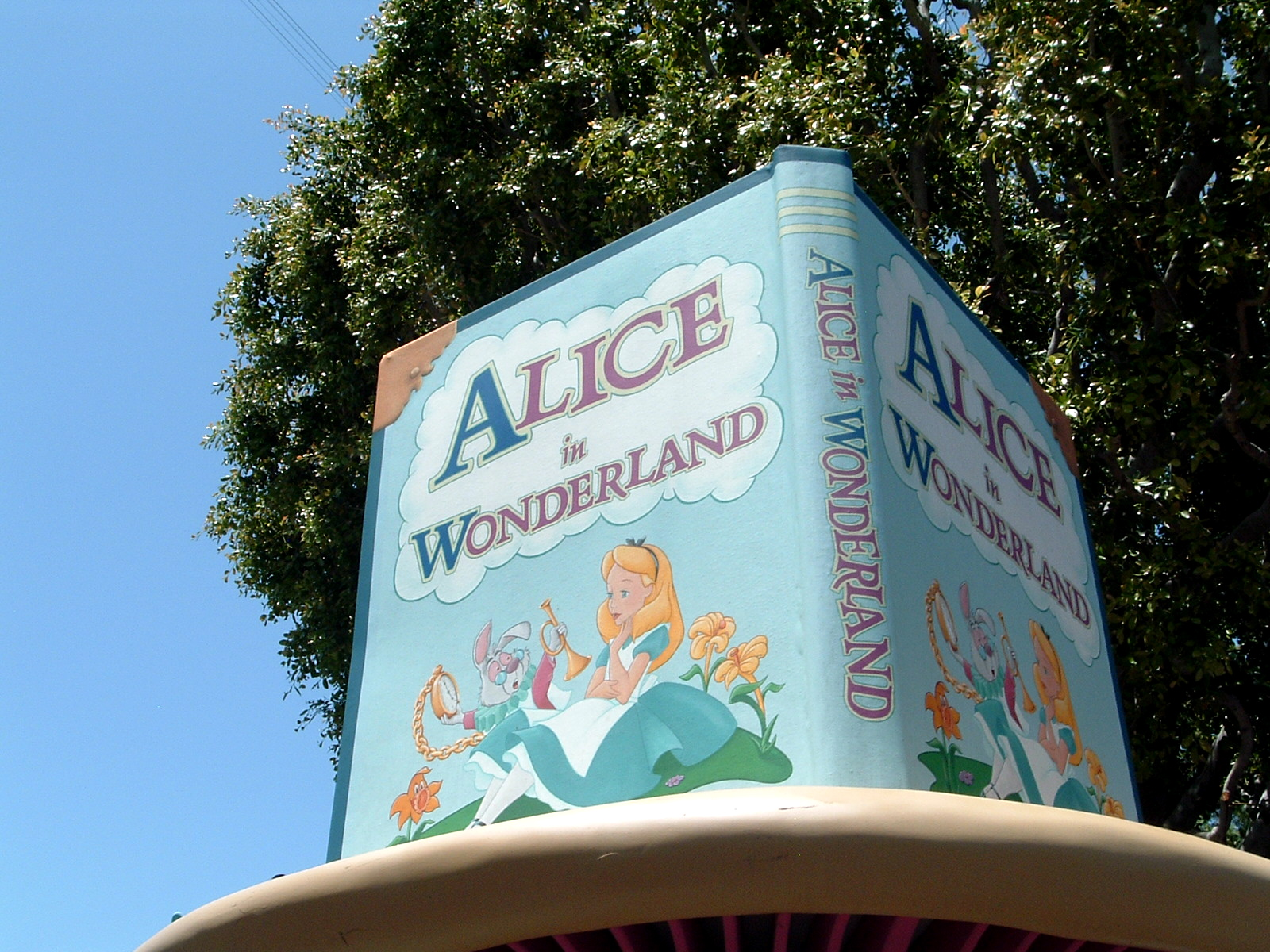
不思議の国のアリス(アトラクション)看板

## このアトラクションが存在するパーク
- ディズニーランド（ディズニーランド・リゾート）

## 概要
「ふしぎの国のアリス」をベースに創られたダークライドのアトラクション。
1982年9月6日から1984年4月13日までファンタジーランドの改装の為クローズした。

## 各施設紹介

### ディズニーランド
| 不思議の国のアリス Alice in Wonderland | 不思議の国のアリス Alice in Wonderland | 不思議の国のアリス Alice in Wonderland | 不思議の国のアリス Alice in Wonderland |
| -------------------------------------- | -------------------------------------- | -------------------------------------- | -------------------------------------- |
| オープン日                             | オープン日                             | 1958年6月14日                          | 1958年6月14日                          |
| スポンサー                             | スポンサー                             | なし                                   | なし                                   |
| 所要時間                               | 所要時間                               | 3分38秒                                | 3分38秒                                |
| 定員                                   | 定員                                   | 4名/1台                                | 4名/1台                                |
| 利用制限                               |                                        | なし                                   | なし                                   |
| ファストパス                           | ファストパス                           |                                        | 対象外                                 |
| シングルライダー                       | シングルライダー                       |                                        | 対象外                                 |

## スタッフ
- デザイン：ケン・アンダーソン
- アリス：キャサリン・ボーモント